# Pachydema marmottani
Pachydema marmottani är en skalbaggsart som beskrevs av Leon Fairmaire 1868. Pachydema marmottani ingår i släktet Pachydema och familjen Melolonthidae. Inga underarter finns listade i Catalogue of Life.